# Frank Kermode
John Frank Kermode (29. listopadu 1919 – 17. srpna 2010) byl anglický literární teoretik a kritik, v letech 1967–1974 profesor moderní anglické literatury na University College v Londýně.
Zabýval se především dílem Williama Shakespeara, ale i jinými anglickými a anglofonními autory (John Donne, John Milton, Wallace Stevens ad.) Svou obecnou teorii literární tvorby shrnul především v díle The Sense of an Ending: Studies in the Theory of Fiction z roku 1967 (česky vyšlo roku 2007 jako Smysl konců: studie k teorii fikce). V knize Genesis of Secrecy se zabýval interpretací bible. Své literární kritiky publikoval v časopisech London Review of Books a The New York Review of Books. Patřil k nejcitovanějším autorům své doby.